# Карелино (Глебовское сельское поселение)
В Рыбинском районе есть ещё одна деревня с таким названием, она находится в Арефинском сельском поселении
Карелино — деревня в Глебовской сельской администрации Глебовского сельского поселения Рыбинского района Ярославской области.
Деревня расположена с южной стороны от автомобильной дороги Рыбинск—Глебово, между деревнями Подорожная и Малая Белева. К юго-востоку от Карелино, в стороне от дороги — деревня Горки. В Карелино начинается короткая дорога в южном направлении, связывающая дорогу Рыбинск—Глебово с железнодорожной станцией и посёлком Тихменево. К северу от Карелино лежит село Раздумово .
Деревня Корелина указана на плане Генерального межевания Рыбинского уезда 1792 года.
На 1 января 2007 года в деревне числилось 2 постоянных жителя . Почтовое отделение в посёлке Тихменево обслуживает в деревне Карелино 3 дома .